# Xã Omro, Quận Yellow Medicine, Minnesota
Xã Omro (tiếng Anh: Omro Township) là một xã thuộc quận Yellow Medicine, tiểu bang Minnesota, Hoa Kỳ. Năm 2010, dân số của xã này là 161 người.